# Feeding Frenzy 2
Feeding frenzy 2: Shipwreck Showdown là một kiểu trò chơi video liên quan đến chuỗi thức ăn thủy sinh. Trò chơi này là phần tiếp theo của trò chơi năm 2004, Feeding Frenzy và được phát triển bởi Popcap Games.
Vào năm 2016 Feeding frenzy 2: Shipwreck Showdown được chuyển hệ sang Xbox one và  nó được phân phối miễn phí cho các thành viên trên EA  Access.

## Cách chơi
Tương tự Feeding Frenzy, người chơi sẽ điều khiển con cá của mình để ăn những con cá nhỏ hơn, cứ như thế cho đến khi cá của bạn đạt ích thước cực đại (trong màn đó) và chiến thắng. Trò chơi có 60 cấp độ, từ dễ đến khó

## Các loài cá
- Cá Boris - cá đầu tiên: là cá bướm, được chơi từ cấp 1-8 và cấp 58-60
- Cá Layla: là cá bò nữ hoàng, được chơi từ cấp 9-16 và cấp 55-57
-Cá Edie: là cá vẩy chân, được chơi từ cấp 17-21 và cấp 52-54
- Cá Peter: là cá chim, được chơi từ cấp 22-29 và cấp 49-51
- Cá Harry: là cá sú mì, được chơi từ cấp 30-37 và cấp 46-48
- Cá Goliath: là cá mập trắng, được chơi từ cấp 38-45

## Các mục thưởng
- Sao biển (Starfish): chúng không giúp bạn lớn lên khi ăn, nhưng cho 100 điểm mỗi lần ăn
- Tăng tốc (Speed Boost): chúng giúp cho cá của bạn tăng tốc độ khi bơi trong vài giây (biểu tượng: tia sét)
- Nấm thu nhỏ (Shrinkshroom): thu nhỏ toàn bộ những con cá lớn hơn cá của bạn
- Phù du (Plankton, chỉ có trong các cấp độ của cá Edie): làm cho đèn cá của bạn sáng lên một ít, có thể nhìn trong bóng tối
- Bóng đèn (Lightbulb): cũng như phù du, nhưng nó sẽ làm cho đèn cá sáng lên cực đại
- Ăn tất cả (First Fury): khi cá của bạn ăn cái này, tất cả cá trên màn hình sẽ dừng lại và cá của bạn sẽ ăn tất cả những gì nó ăn được rồi trở về chỗ ban đầu
- Cá bảo vệ (Shieldfish): khi cá của bạn ăn cái này, sẽ xuất hiện cá trích cầu vồng (1 con mỗi lần ăn, tối đa ba con) bơi theo bạn. Mỗi khi cá của bạn bị trúng bom, bị ăn bởi cá lớn hơn hay bị tấn công bởi các thành phần khác, cá trích này sẽ chết thay bạn
- Thêm mạng (1-UP): khi ăn, cá của bạn sẽ được thêm 1 mạng
- Tăng cuồng nộ (Feeding Frenzy Bonus): cho bạn 7 điểm cuồng nộ khi ăn
- Chói lòa (Flash Bubble): khi ăn, mọi con cá đều bị đơ trong vài giây (trừ bạn), tất cả bom đều nổ (không ảnh hưởng) và tất cả cá nóc đang phồng sẽ xẹp đi
- Thêm thời gian (Time Bonus, chỉ có trong các màn thưởng và chế độ thời gian (Time Attack)): khi ăn, bạn được thêm 3 giây vào thời gian
- Mồi nhử (Loony Lure): hiếm khi xuất hiện, sẽ xuất hiện một con mồi nhử và dụ tất cả cá (trừ cá nhỏ hơn bạn) đi ra khỏi màn hình
- Ngọc trai trắng (White Pearl): giúp bạn lớn nhanh hơn
- Ngọc trai đen (Black Pearl): có tác dụng gấp 5 lần ngọc trai trắng
- Cá tuế vàng (Golden Minnow): bơi nhanh, khi ăn, bạn sẽ được lớn lên hẳn 1 bậc
- Người cá (chỉ xuất hiện khi bạn hoàn thành 1 cấp độ mà không mất mạng): bơi từ bên trái màn hình sang bên phải (hoặc ngược lại) để rải đều sao biển

## Các hiểm nguy
- Cá lớn hơn: khi cá bị ăn, cá sẽ mất 1 mạng
- Bom (Mine): khi cá bị bom nổ banh xác, cá sẽ mất 1 mạng
- Cá tuế độc (Poison Minnow): màu xanh lá, khi ăn, cá của bạn sẽ bị nhiễm độc trong một thời gian. Lúc này, cá sẽ bơi theo hướng ngược lại mà bạn điều khiển. Để giải độc nhanh, bạn hãy nhấp nhanh chuột trái, tự động cá sẽ nhả ra
- Con trai: khi cá bị ăn, cá sẽ mất 1 mạng
- Bồ nông: khi cá bị ăn, cá sẽ mất 1 mạng
- Sứa: cá sẽ bị đơ 1 lúc khi tiếp xúc với sứa
- Mực: cá sẽ bơi rối loạn khi bị dính mực của mực nang (Cuttlefish)

## Profile "The Intruder"
Khi bạn hoàn thành 60 cấp độ, hệ thống sẽ tặng bạn một profile tên là The Intruder, thay vì chơi các loại cá đã nói ở mục Các loài cá, bạn sẽ được chơi cá từ ngoài hành tinh